# 棕丝单囊壳
棕丝单囊壳（学名：Sphaerotheca fusca）是属于白粉菌目白粉菌科单囊壳属的一种真菌，寄生在菊科植物上。该种分布于中国、日本、加拿大、印度、俄罗斯、波兰、罗马尼亚、美国、挪威、南非、瑞士、瑞典、中欧、西欧、地中海等地区。